# フランク・ダイソン

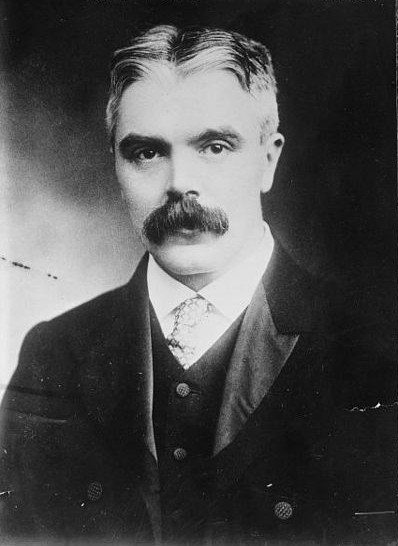
フランク・ダイソン

フランク・ダイソン（Sir Frank Watson Dyson、1868年1月8日 – 1939年5月25日）は、イギリスの天文学者である。1919年アーサー・エディントンと共に、太陽の近くを通る恒星からの光が太陽の重力場によって曲げられるというアインシュタインの一般相対性理論の正しさを確認した皆既日食時の観測を指揮したことで知られる。

## 生涯
レスターシャーに生まれ、ケンブリッジ大学で学んだ後、その経歴の大半をグリニッジ天文台で過ごした。1901年王立協会フェローに選出され、1910年から1933年まで王室天文官（グリニッジ天文台長）を務め、地磁気の研究や時間基準の研究を行い、1928年新しい計時装置を導入し、グリニッジ時間の精度を高めた。時報放送を始めた。1911年から1913年の間王立天文学会の会長、1928年から1933年の間国際天文学連合の会長を務めた。

## 賞
- ロイヤル・メダル（1921年）
- ブルース・メダル（1922年）
- 王立天文学会ゴールドメダル (1925年)

## 命名
- 小惑星：(1241) Dysona[3]